# Giustino Pastorino
Giustino Giulio Pastorino (Masone, 10 giugno 1910 – Genova, 26 aprile 2005) è stato un vescovo cattolico e missionario italiano dell'Ordine dei frati minori, dal 1965 al 1997 vicario apostolico di Bengasi in Libia.

## Biografia
A 15 anni entrò nel seminario minore dei frati minori (collegio serafico) annesso al Santuario della Madonna del Monte di Genova. A 17 anni effettuò la vestizione, e il 17 giugno 1934 il cardinale Carlo Dalmazio Minoretti lo ordinò presbitero nella cattedrale di San Lorenzo. Subito chiese di andare in missione, sognando la Cina; fu invece inviato in Cirenaica.

### Vicario apostolico in Libia
L'11 gennaio 1965 fu eletto vicario apostolico di Bengasi e Vescovo titolare di Babra. L'Ordinazione episcopale avvenne nella sua Masone il 21 marzo dello stesso anno per l'imposizione delle mani di Giuseppe Dell'Omo, vescovo di Acqui, co-consacranti Pacifico Giulio Vanni, vescovo emerito di Sovana-Pitigliano, e Pietro Massa, vescovo di Nanyang. L'8 aprile seguente prese possesso del vicariato nella cattedrale di Bengasi.
Il 17 ottobre 1969 incontrò Gheddafi per tentare un compromesso sul rinviato decreto di espulsione dei religiosi.
Il 21 settembre 1970 fu espulso definitivamente dalla Libia in seguito alle drammatiche vicende politiche di quel paese.

### Il ministero a Genova
In Italia risiedette per trent'anni abbondanti presso il convento della Visitazione di Genova. Il cardinale Giuseppe Siri gli concedette ogni facoltà per ordinazioni e cresime nell'arcidiocesi, dove amministrò il sacramento della cresima a moltissimi ragazzi.
Dal 30 gennaio 1997 fu vicario apostolico emerito.
Alla chiusura del convento della Visitazione si trasferì nel convento di Voltri, nella periferia genovese. Acciaccato dagli anni, chiese di essere accudito negli ultimi mesi presso i suoi parenti a poca distanza dal convento.
Morì il 26 aprile 2005, consumato da un male che lo affliggeva da qualche tempo. Le esequie si svolsero nella chiesa della Santissima Annunziata di Portoria, e furono presiedute dal cardinale Tarcisio Bertone.
Fu sepolto nel cimitero del suo paese, nella nuda terra delle sue umili origini.

## Genealogia episcopale
La genealogia episcopale è:
- Cardinale Scipione Rebiba
- Cardinale Giulio Antonio Santori
- Cardinale Girolamo Bernerio, O.P.
- Arcivescovo Galeazzo Sanvitale
- Cardinale Ludovico Ludovisi
- Cardinale Luigi Caetani
- Cardinale Ulderico Carpegna
- Cardinale Paluzzo Paluzzi Altieri degli Albertoni
- Papa Benedetto XIII
- Papa Benedetto XIV
- Cardinale Enrico Enriquez
- Arcivescovo Manuel Quintano Bonifaz
- Cardinale Buenaventura Córdoba Espinosa de la Cerda
- Cardinale Giuseppe Maria Doria Pamphilj
- Papa Pio VIII
- Papa Pio IX
- Cardinale Alessandro Franchi
- Cardinale Giovanni Simeoni
- Cardinale Antonio Agliardi
- Vescovo Giacinto Arcangeli
- Cardinale Giuseppe Gamba
- Cardinale Maurilio Fossati, O.SS.G.C.N.
- Vescovo Giuseppe Dell'Omo
- Vescovo Giustino Giulio Pastorino, O.F.M.